# The Big Kahuna
Pour les articles homonymes, voir Kahuna.
Pour plus de détails, voir Fiche technique et Distribution.
The Big Kahuna est un film américain réalisé par John Swanbeck, sorti en 1999.

## Fiche technique
- Titre français : The Big Kahuna
- Réalisation : John Swanbeck
- Scénario : Roger Rueff (en), d'après sa pièce Hospitality Suite
- Musique : Christopher Young
- Photographie : Anastas N. Michos (de)
- Montage : Peggy Davis
- Production : Elie Samaha, Kevin Spacey & Andrew Stevens
- Sociétés de production : Franchise Pictures & Trigger Street Productions (en)
- Société de distribution : Lions Gate Films
- Pays :  États-Unis
- Langue : Anglais
- Format : Couleur - Dolby Digital - 35 mm - 1.85:1
- Genre : Comédie dramatique
- Durée : 90 minutes

## Distribution
- Danny DeVito (VF : Philippe Peythieu) : Phil Cooper
- Kevin Spacey (VF : Gabriel Le Doze) : Larry Mann
- Peter Facinelli (VF : Cédric Dumond) : Bob Walker
- Paul Dawson : Le portier